# Crocifissione di Berlino
La Crocifissione di Berlino è un dipinto a tempera e oro su tavola (58x33 cm) attribuita a Giotto, databile al 1320 circa e conservato nel Gemäldegalerie di Berlino. 

## Storia e descrizione
I primi studi sull'opera di Wilhelm von Bode la riferirono a Giotto, ma la critica successiva fu più perplessa e tendente a respingere l'attribuzione. Di diverso parere furono Roberto Longhi, nel 1948, che la restituì al maestro, e Gnudi che la descrisse come esempio dello stile tardo del maestro. Suida, Toesca e Offner parlarono di un "Maestro della Crocifissione di Strasburgo", mettendola in relazione con un'altra opera simile di piccolo formato. Salvini invece la riferì a un seguace di Giotto. In ogni caso si tratta di opera della fase tarda, come dimostrano i panneggi ampi e voluminosi, come si incontrano anche nelle Cappelle Peruzzi e Bardi. 
La scena è svolta secondo l'iconografia tradizionale, con le innovazioni già sperimentate nella Crocifissione degli Scrovegni. La croce di Cristo si leva al centro del dipinto nello splendore ieratico del fondo oro uniforme. Angeli dolenti si accalcano attorno alla figura di Cristo, mentre in basso abbraccia la croce la Maddalena vestita di rosso. Due gruppi di astanti si accalcano ai lati, lasciando la parte centrale con la santa isolata. A sinistra il gruppo delle pie donne con Maria che sviene e una bambina che la guarda preoccupata; a sinistra san Giovanni e, tra gli altri, l'uomo a cavallo che solleva il braccio, figura tradizionale che simboleggia coloro che, allo scatenarsi della natura nel momento della morte di Cristo, lo riconobbero come figlio di Dio.
Il Cristo è magro più che mai, quasi filiforme, lontano ormai dal senso di pesantezza, calcato in maniera quasi "polemica", nella Croce di Santa Maria Novella. Originale è il modo di tagliare le figure dai lati del dipinto, dando l'impressione di un asserragliamento di personaggi molto più ampio di quello rappresentato. 

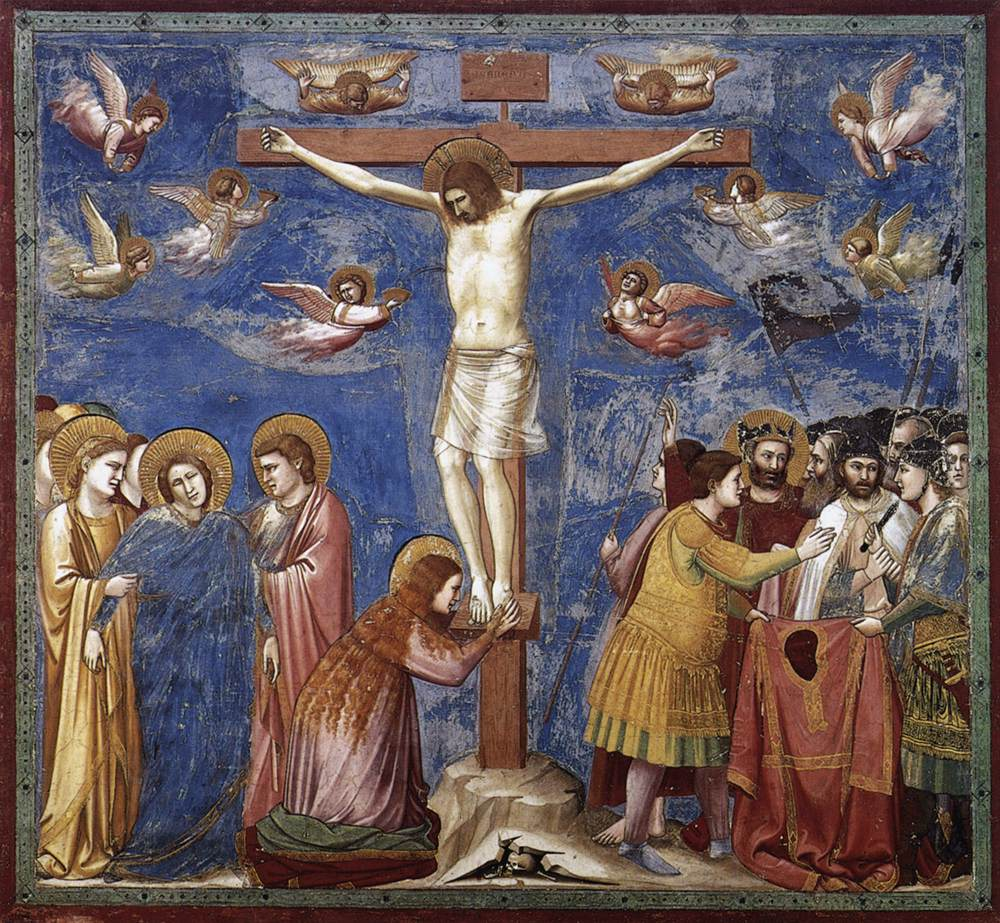
Crocifissione nella cappella degli Scrovegni di Padova (1303-1305 circa)
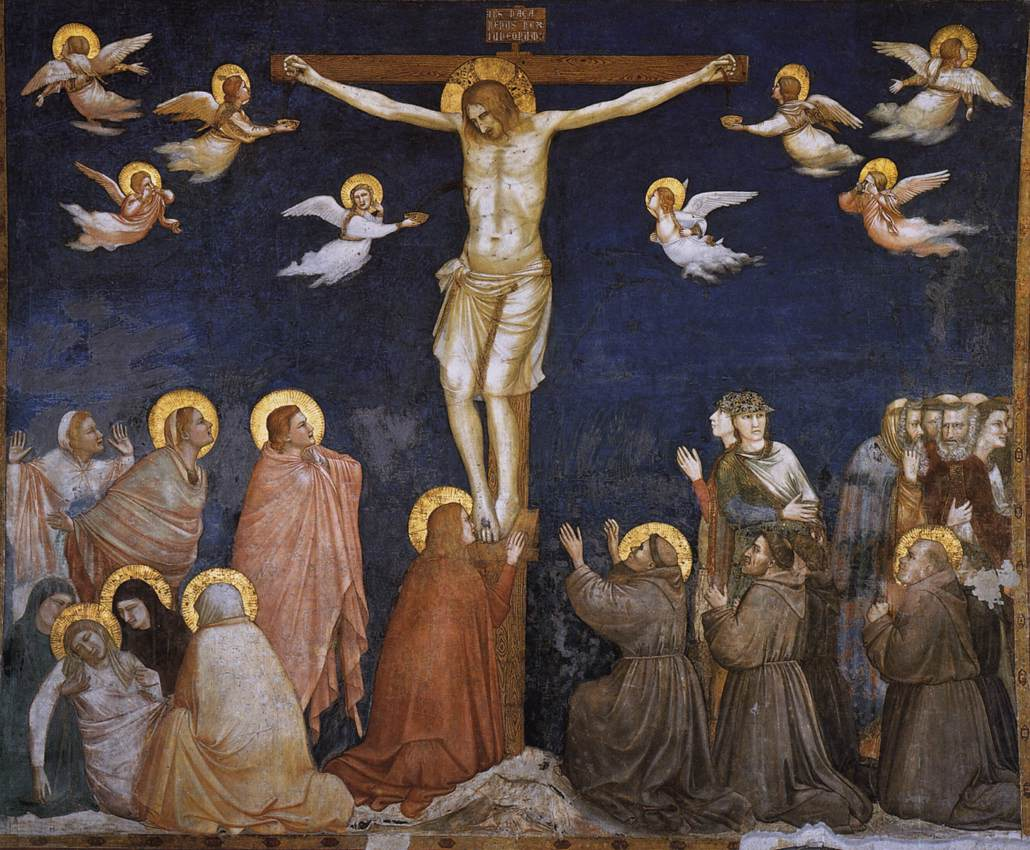
Crocifissione con cinque francescani nella basilica inferiore di Assisi (1308-1310 circa)
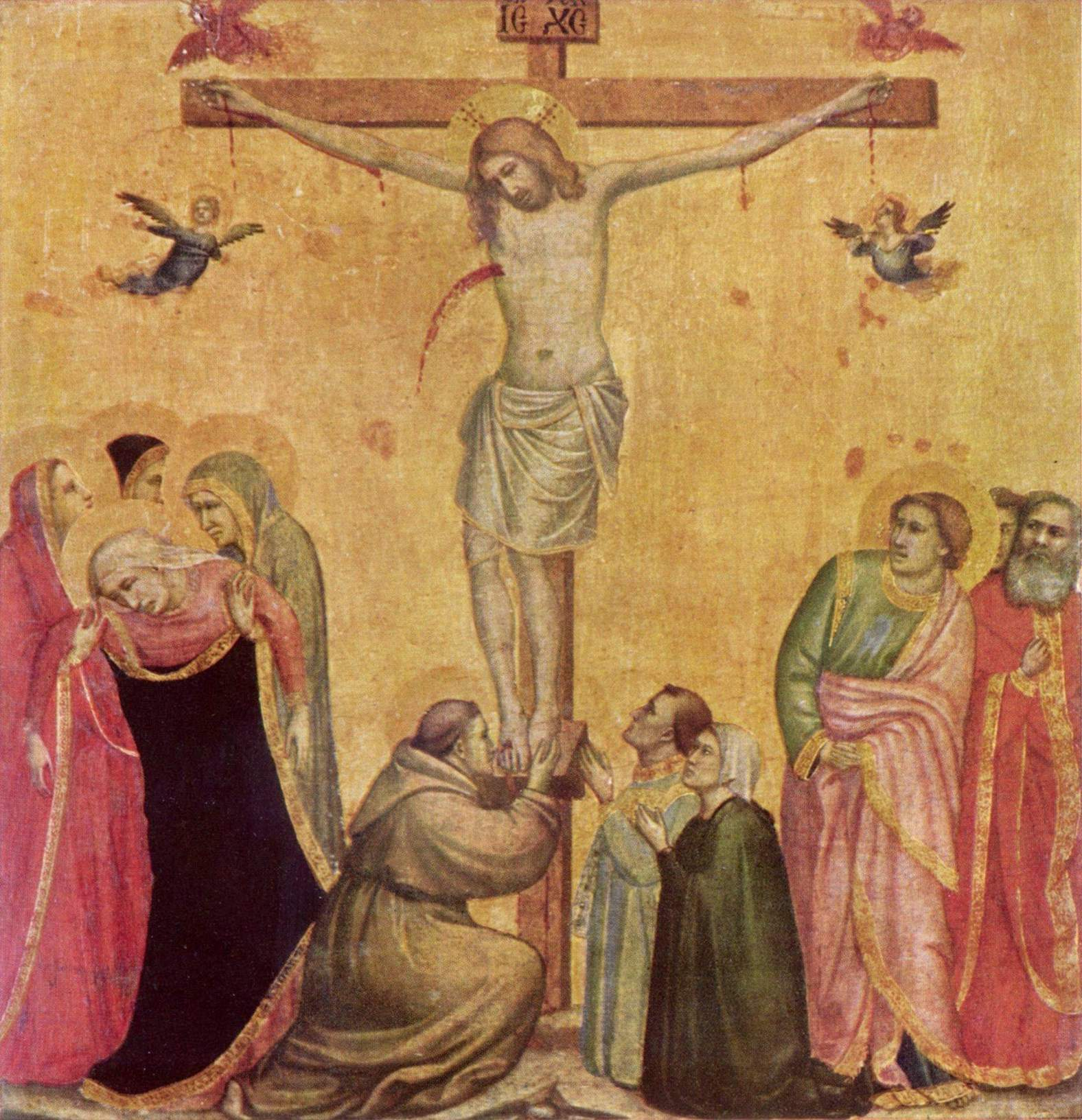
La Crocifissione nell'Alte Pinakothek (1320-1325 circa)
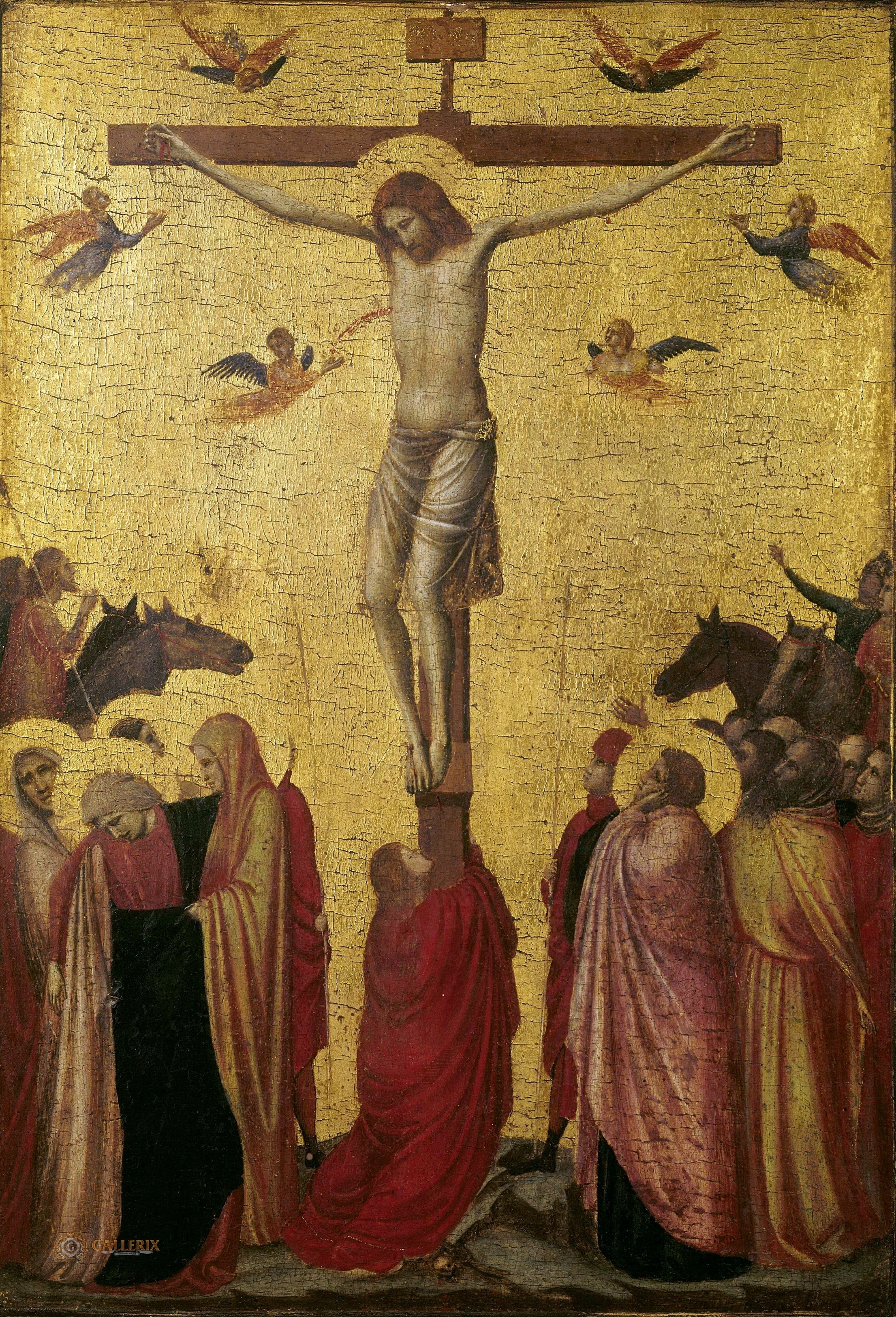
La Crocifissione di Strasburgo (1320 circa)